# Juan Perón
Juan Domingo Perón (8. října 1895, Lobos, provincie Buenos Aires, Argentina – 1. července 1974, Olivos, provincie Buenos Aires, Argentina) byl argentinský politik a prezident, po němž je pojmenovaný perónismus, politický směr v Argentině.

## Předprezidentský život

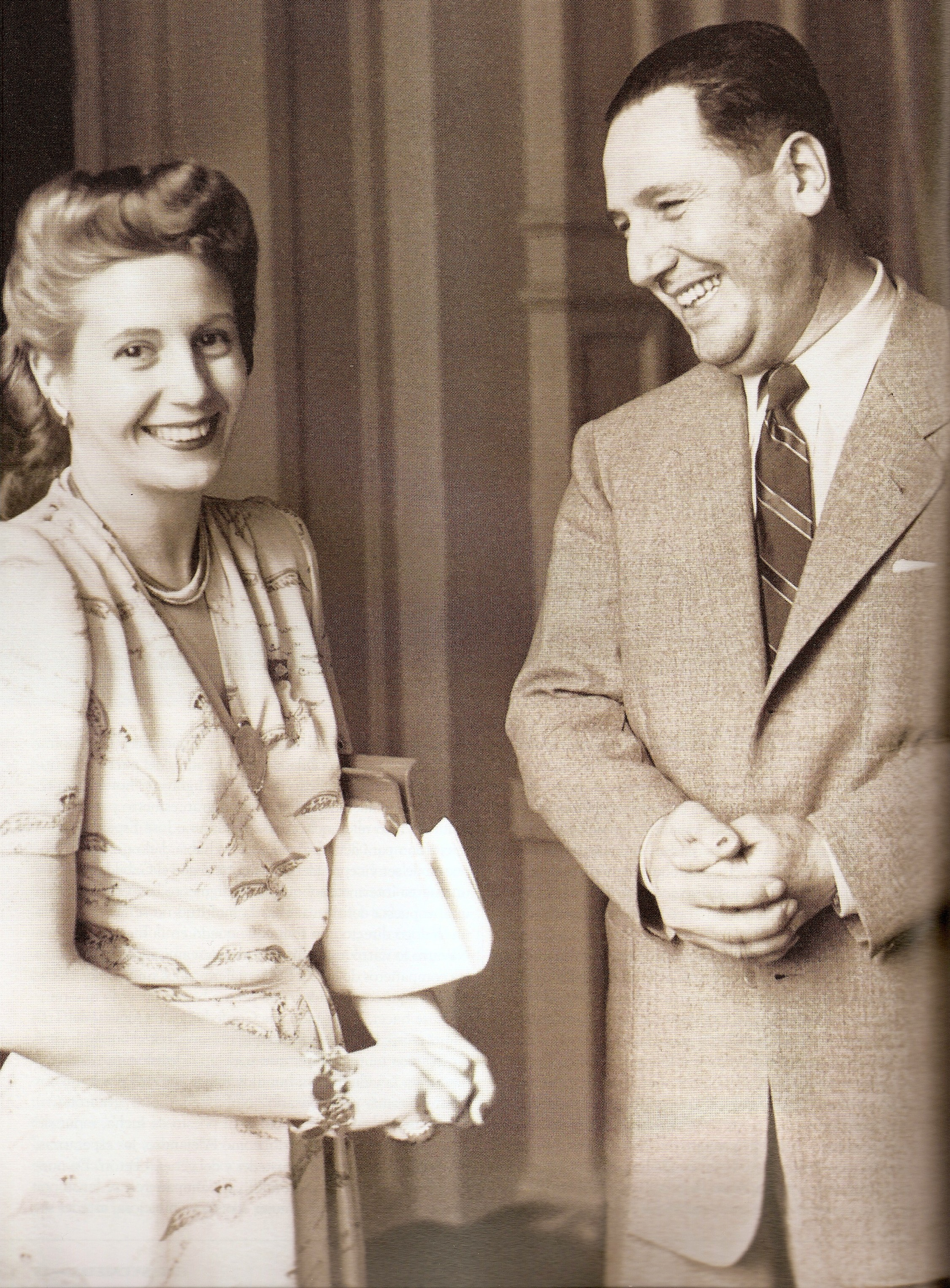
Perón a jeho žena Evita

Juan Domingo Perón pocházel ze střední třídy a navzdory rodinné tradici se místo studia medicíny rozhodl pro vojenskou akademii.
V roce 1930 se jako řadový důstojník účastnil státního převratu, v němž byl svržen prezident Hipólito Yrigoyen. Později se stal členem a ideologem Skupiny sjednocených důstojníků (Grupo de Oficiales Unidos), která vznikla ve 30. letech a formulovala program, který měl nacionalistické rysy a viděl armádu jako jedinou společenskou sílu vhodnou pro vládu v Latinské Americe. V roce 1943 již byl jedním ze čtyř osnovatelů dalšího vojenského puče, po kterém byl jmenován ministrem práce. Velice pečlivě se věnoval práci s odbory a jen v roce 1944 podepsal 200 dohod mezi zaměstnavateli a odbory, jimiž byla zavedena placená dovolená, upravena práce na venkově atd. Tyto snahy byly součástí Perónova přesvědčení o nutnosti širšího politického zapojení početného dělnictva do veřejného života a politiky a tím i vytvoření vhodné protiváhy politické oligarchii vládnoucí v Argentině. V politice vůči odborům mu byla za inspiraci fašistická Itálie, kde působil jako vojenský atašé (1938).
Během roku 1944 vrcholila krize ve vztazích mezi Argentinou a USA, jež byla způsobena neochotou argentinské vlády přerušit spolupráci se zeměmi Osy. Americká diplomacie vytvářela na Buenos Aires silný tlak (včetně hrozby a realizace ekonomické blokády) a tím přilévala olej do ohně v protiamerických náladách v zemi. Perón, který od února 1944 zastával funkci ministra války, vyhlásil v projevu na univerzitě v Buenos Aires program třetí pozice, která znamenala v podstatě neutrální pozici vůči Spojencům i Ose. Později byla tato třetí pozice užívána Perónem v souvislosti s polarizací Studené války. Tím vyvolal ostrou reakci ze strany USA v podobě memoranda. Krize vyvrcholila ekonomickou blokádou Argentiny a skončila kompromisem dosaženým v roce 1945.
Perónova sociální linie a korporativismus narazil na odpor finančních a podnikatelských kruhů a Spojených států, které do Argentiny na post velvyslance dosadily Spruille Bradena, jehož cílem bylo Peróna s podporou podnikatelské vrstvy odstranit. Vedle toho se sílící Perónovy politické ambice nezamlouvaly části argentinského důstojnictva, jež pod vedením gen. Juana Avalose uspořádalo další vojenský puč. Prezident Farell Peróna odvolal ze všech jeho politických funkcí: tedy z funkce vedoucího Sekretariátu práce a sociální péče, ministra války a viceprezidenta. Na čtyři dny byl Perón dokonce uvězněn a držen na ostrově Martín García. Dne 17. října 1945 byla zorganizována mohutná demonstrace (200 tisíc lidí) organizovaná odborovou organizací CGT a Perónovým spolupracovníkem Domingem Mercantem za podporu Peróna. Ta donutila generála Avalose k ústupu. Perón byl propuštěn a vznikla nová vláda, ve které měl Perón ještě vlivnější postavení než dříve.

## Prezidentem Argentiny (1946–1955)

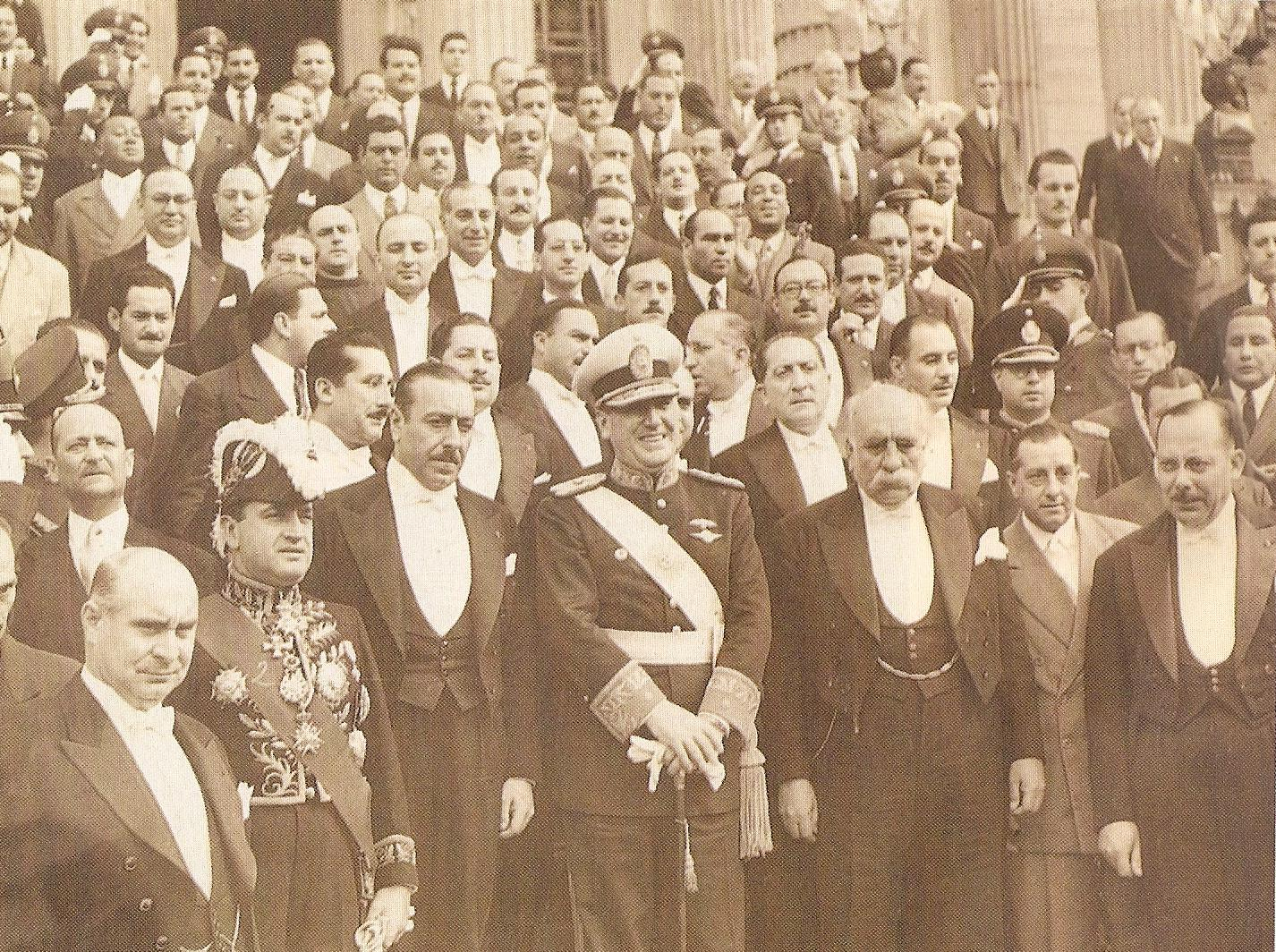
Perón a jeho ministři (1946)

V roce 1946 se Juan D. Perón stal kandidátem Radikálního občanského svazu na funkci prezidenta republiky. Do opozice proti nim se postavil Demokratický svaz. V této době měl Perón podporu nejenom v rámci početné městské dělnické vrstvy (a odbory), ale také z řad armády, římskokatolické církve (ta sehrála pozitivní roli v prezidentské kampani v r.1946) a částečně také z průmyslových středních vrstev. S volebním výsledkem 54% všech hlasů se Perón mohl stát prezidentem země na pět let.
Perónova politika prvních let byla postavena na hospodářské stabilitě země v důsledku druhé světové války. Argentina měla k dispozici množství devizových zásob a aktivní zahraniční obchod (vzhledem k tomu, že Evropa byla silně postižena válkou). V rámci této politiky se Perónova vláda soustředila na řadu sociálních a politických reforem, zaměřených na zlepšení životních a pracovních podmínek argentinského dělnictva, které, jak si Perón dobře uvědomoval, bylo základem jeho moci. Nicméně dalšími kroky, jako byla například snaha o oslabení vlivu zahraničních investorů v zemi, znárodněním železnice, telekomunikací a nebo letecké společnosti si Perón zajistil podporu domácích středních vrstev. Vedle toho Perón spoléhal na programy pětiletých plánů. Hned po prezidentských volbách Perón založil tzv. Sjednocenou stranu národní revoluce, která se později přejmenovala a přeměnila v Perónistickou stranu. Její členská základna byla silně heterogenní a vedle dělníků byli jejími členy rovněž argentinští průmyslníci nebo důstojníci a příslušníci státní administrativy. Perón sice sliboval zlepšení podmínek života na venkově, nechal zavést minimální mzdy pro zemědělské dělníky a nechal rozdělit menší část státem vlastněných pozemků, ale vlastnické struktury (to jest latifundie) se jeho režim v podstatě nedotknul. V rámci politické reformy dostaly v roce 1947 volební právo v Argentině také ženy.

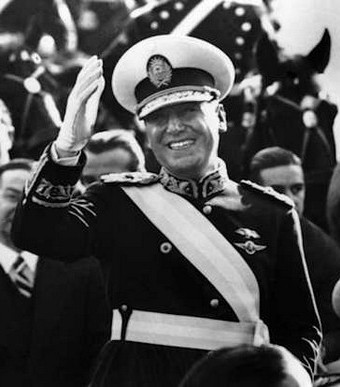
Perón mávající davu příznivců, těsně po svém zvolení (1946)

Prezident Perón dovedl dobře využít popularity svojí druhé manželky Evy Perónové, se kterou se díky řadě popularizačních snah stali ikonami perónismu, který sám Perón definoval jako „humanismus v praxi … novou doktrinu, jež odmítá neduhy politiky minulosti“ Perónismus či justicialismus lze označit za specifickou směs nacionalismu, korporativismu vycházejícího z italského fašismu a populismu. V 50. letech 20. století hnutí spoléhalo na charismatickou autoritu J. Peróna a jeho ženy. Během následujících 50 let se jeho ideologie značně proměnila ale Perónův odkaz v něm sehrává stále ústřední roli. Mezi Perónem a Evitou existovala určitá forma dělby práce, v rámci které se Evita věnovala "mimopolitické činnosti" jako byla charitativní činnost a podpora šíření perónismu mezi ženskými voliči a mládeží.
Těžkosti Perónova režimu se projevily především během 50. let 20. století v souvislosti s koncem válečné a poválečné konjunktury, která znamenala zmenšení poptávky po argentinské zemědělské produkci v Evropě a v souvislosti s vyčerpáním bohatých devizových rezerv země. Už na konci 40. let se ale objevily první příznaky ekonomické krize jako byla inflace a pokles reálných mezd, jež vedla k první vlně stávek. Také Perónův autoritativní styl vládnutí (např. cenzura,zpřísnění dohledu nad univerzitami, vyhrožování oponentům režimu,nahrazování nepohodlných soudců za loajální atp.) se začal setkávat se stále silnější opozicí vůči které Perón sáhl k represivním metodám. Nicméně v roce 1951 se Perónovi ještě podařilo přesvědčivě zvítězit v prezidentských volbách (zisk 4 580 000 hlasů proti 2 300 000 hlasů opozici). Následně se v zemi začaly naplno projevovat sociální dopady hospodářské krize, která se na prvním místě dotkla dělníků, a neschopnost vlády jí efektivně čelit. V roce 1954 došlo k dalším masovým stávkám průmyslových dělníků. Rovněž v důsledku Evitiny smrti v roce 1952 ztrácel Perón lidovou podporu a popularitu. V neposlední řadě si Perón znepřátelil katolickou církev rozhodnutím o zrušení povinné náboženské výchovy ve školách a povolením manželských rozvodů. Kritika ze strany církve byla Perónem interpretována jako vměšování do politiky a v Argentině se tak rozhořel konflikt o formu vztahů mezi státem a církvemi. Konflikt s církví samozřejmě také značně polarizoval argentinskou společnost.
Tento konflikt vyvrcholil exkomunikací Peróna a některých členů jeho vlády z katolické církve. Perónova pozice byla dále otřesena pokusem o povstání námořnictva v červnu 1955, které sice bylo potlačeno, ale poukazovalo na to, že režim ztratil podporu také v armádě. Konečně v září 1955 došlo k zorganizování vojenského puče zastřešeného protiperónskou skupinou Revolucion Liberatora (Osvoboditelská revoluce). V této situaci musel generál J. D. Perón emigrovat do zahraničí a moci v Argentině se ujala vojenská junta.

## Exil (1955–1972)

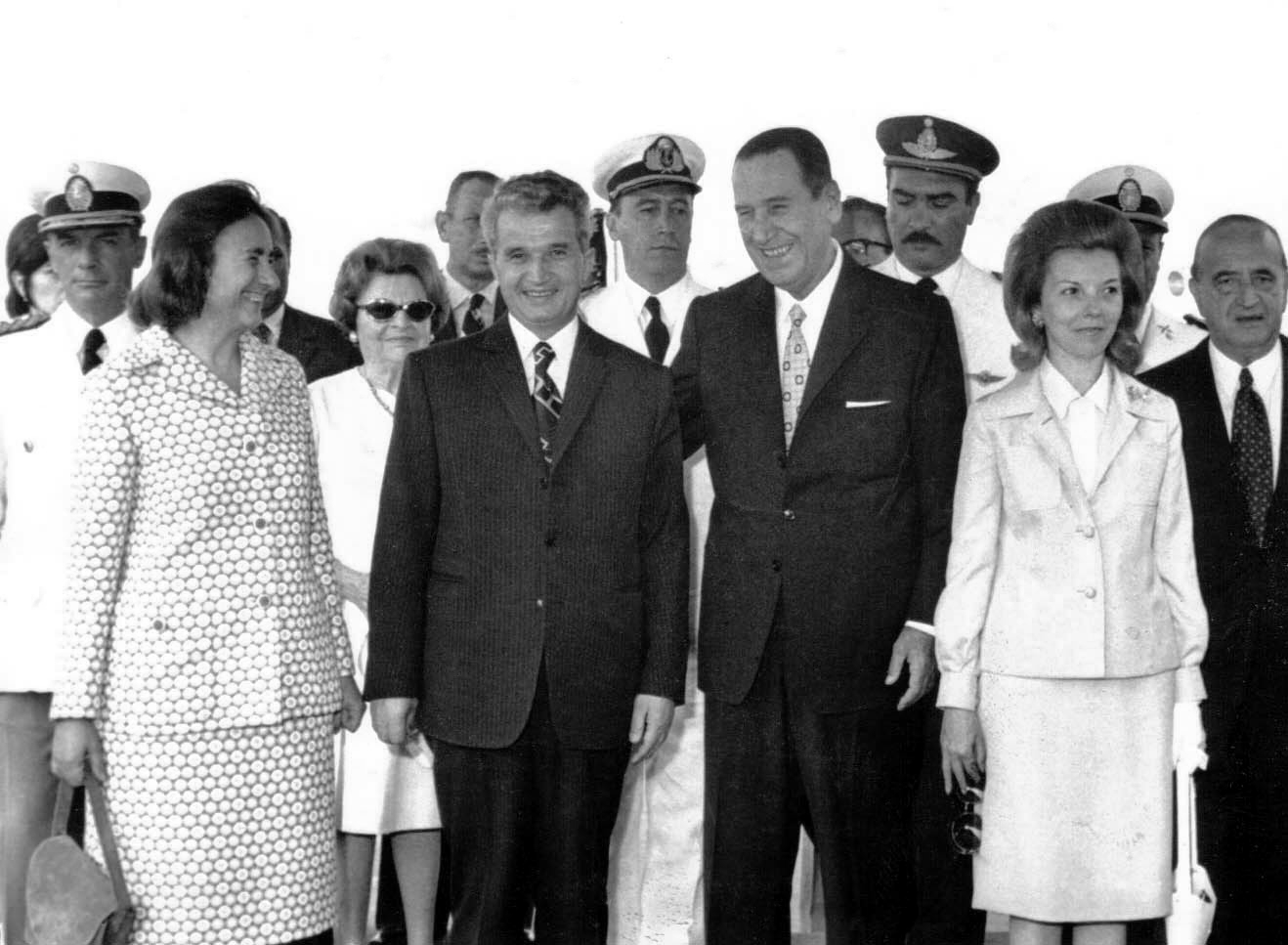
Juan Perón s manželkou Izabel a doprovodem rumunského diktátora Ceaușesca.

Juan Domingo Perón strávil téměř dvacet let v emigraci (ve Venezuele, Panamě a následně ve Španělsku) přesto ale do značné míry přímo či nepřímo ovlivňoval politiku v Argentině. V Argentině byl perónismus zakázán a strana ani její kandidáti se nemohli oficiálně účastnit politického života a voleb (až do roku 1973).
Ve volbách v roce 1958 perónisté neoficiálně podporovali kandidáta Radikální občanské unie umírněného Artura Frondiziho v kandidatuře na úřad argentinského prezidenta. Perón se v roce 1961 znova oženil a následně mu byl umožněn návrat do katolické církve (1963). Během 60. let však Perónův vliv především v jemu doposud loajálních odborech oslaboval. V Argentině došlo v roce 1962 k dalšímu vojenskému puči, který odstranil Frondiziho.
Ve druhé polovině 60. let se politická situace a nálada v Argentině značně radikalizovala a destabilizovala. Vojenské puče nebo pokusy o ně byly ukázkou stále silného vlivu armády na politiku. Radikalizovala se především levicová hnutí, odbory a levá frakce perónismu. V roce 1969 vypuklo násilné povstání v argentinském městě Cordóba zvaného Cordobazo, které bylo zaměřeno proti další vojenské juntě gen. Juana Carlose Onganía, nastolené v roce 1966. Povstání také rezonovalo s vlnou protestů ve Francii, v USA nebo i Československu v roce 1968. Nicméně vojenská junta vládla v Argentině v podstatě až do roku 1973. V roce 1970 došlo k vytvoření politické fronty za demokratické volby, v rámci které se sdružilo několik politických subjektů, a to včetně Perónistické strany a ve výzvě „Hodina lidu“ (la Hora del Pueblo). Vyzvala k okamžitému vypsání demokratických voleb. Volby se konaly až v roce 1973. Juan Perón se voleb jako kandidát nemohl zúčastnit, nicméně kandidát jeho Perónistické strany Hector Cámpora byl zvolen prezidentem. Dne 20. června 1973 se mohl Perón po 18 letech vrátit do Argentiny. V červenci 1973 Cámpora rezignoval a byly vypsány nové volby, tentokrát s Juanem Domingem Perónem jako oficiálním kandidátem Perónistické strany na úřad prezidenta a Isabel Perónovou jako kandidátkou na úřad viceprezidenta. Se ziskem 62 % hlasů byl Perón zvolen a 12. října 1973 se ujal úřadu.

## Návrat do prezidentského úřadu (1973–1974)
Perónovo krátké třetí prezidentské období bylo charakterizováno pokračujícími rozpory uvnitř Perónistické strany i argentinské společnosti, které se prezidentovi nedařilo uhasit. Šlo především o spory mezi pravým a levým křídlem strany. Nejradikálnější část levé frakce zvaná montoneros byla ze strany v souvislosti s krvavým masakrem v Ezeize (1973) vyloučena. Tyto spory přerůstaly do násilných a pouličních konfliktů po celé zemi, především ale na severozápadě. Když montoneros zavraždili umírněného odborového šéfa Rucciho, chtěl Perón pomocí represí radikály umlčet. To však vedlo k další eskalaci napětí a násilí v zemi. Přes tyto problémy se Perón snažil neztrácet ze zřetele hospodářskou politiku země ve vztahu k inflaci, zahraničnímu dluhu a také v kontextu ropné krize v roce 1973. Nicméně v červnu roku 1974 v důsledku zápalu plic prodělal několik srdečních infarktů a 1. července 1974 zemřel.
Dodnes se nevysvětlilo, kdo a proč uříznul a odnesl z Perónova těla po jeho smrti obě paže. 
Do úřadu po něm nastoupila jeho třetí manželka Isabel Perónová, která ale nedovedla čelit vzrůstajícím politickým problémům Argentiny, a to včetně levicových povstání a pravicových reakcí na ně. V březnu roku 1976 byl v Argentině proveden vojenský puč pod vedením generála Jorge Rafaela Videla, jenž nastolil v rámci tzv. procesu národní reorganizace v podstatě bezprecedentní politiku státního terorismu. Toto období až do pádu Vidalovy vojenské diktatury (1976–1983) je nazýváno jako Špinavá válka (Guerra Sucia).

## Perónismus
Jedná se o nacionalistické a částečně i populistické politické hnutí, čerpající také z korporativismu italského fašismu, které vzniklo v poválečných letech v Argentině a bylo přímo spojeno s postavou Juana Dominga Peróna a jeho druhé manželky Evity Perónové. Z hlediska politické kultury byl perónismus další formou či projevem latinskoamerického personalismu a caudillismu. V současné Argentině je jeho ideovým a politickým dědicem Justicialistická strana, jež vznikla v přejmenováním původní Perónistické strany (vznikla v roce 1946).